# Marius Giacobbi
Pour les articles homonymes, voir Giacobbi.
Jules Joseph François Marius Giacobbi est un homme politique français né à Lugo-de-Venaco le 14 septembre 1846 et mort à Venaco le 11 décembre 1919.
Maire de Venaco puis conseiller général du canton du même nom, il fut député de la Corse de 1898 à 1903 et de 1914 à 1919 et sénateur de la Corse de 1903 à 1912. 
Il est le premier représentant de premier plan d'une longue lignée d'hommes politiques corses, députés, sénateurs et même ministres : la Famille Giacobbi. 
Il est le fils de l'avocat et écrivain Joseph Marie Giacobbi, ancêtre de la famille Giacobbi.

## Biographie
Maire et conseiller général de Venaco, Marius Giacobbi est élu pour la première fois parlementaire de Corse en 1898 lors des élections générales en battant le député de l'arrondissement de Corte Joseph Luce de Casabianca avec 58 % des voix. Il est réélu quatre ans plus tard en 1902. En 1903, lors des élections sénatoriales, il se porte candidat à la Haute Assemblée et est élu. C'est Antoine Gavini, ancien député de la circonscription voisine de Bastia, qui est élu pour lui succéder comme député. Neuf ans plus tard, lors du renouvellement sénatorial. Marius Gacobbi est candidat à un second mandat. Toutefois, il est battu par ce même Antoine Gavini et ce largement, n'ayant recueilli que 211 voix sur 776 votants. 
Les élections générales de 1914 se présentent comme une opportunité idéale pour lui permettre de faire son retour au Parlement. En effet, le député sortant Louis Adriani qui avait battu Antoine Gavini quatre ans plus tôt, ne se représente pas. Marius Giacobbi récupère son siège de député avec 53,9 % des voix. 
Atteint d'une maladie durant ce dernier mandat, il meurt en 1919 à Venaco. C'est son fils Paul Giacobbi qui lui succède trois ans plus tard à la mairie de son village.

## Sources
- « Marius Giacobbi », dans le Dictionnaire des parlementaires français (1889-1940), sous la direction de Jean Jolly, PUF, 1960 [détail de l’édition]